# Övre Kalven
Övre Kalven är en sjö i Säffle kommun och Åmåls kommun i Dalsland och ingår i Göta älvs huvudavrinningsområde. Sjön är 18 meter djup, har en yta på 0,894 kvadratkilometer och befinner sig 117,8 meter över havet. Sjön avvattnas av vattendraget Åmålsån.
Övre Kalven ligger nordväst om Åmål i norra Dalsland på gränsen mellan Västra Götalands län och Värmlands län. På ett ställe, Kroppsundet, smalnar sjön av för att sedan bli bredare igen. Närmsta sjön uppströms är Ömmeln, nedströms Nedre Kalven. Söder om sjön passerar Pilgrimsleden.

## Delavrinningsområde
Övre Kalven ingår i delavrinningsområde (655923-131466) som SMHI kallar för Inloppet i Nedre Kalven. Medelhöjden är 157 meter över havet och ytan är 11,48 kvadratkilometer. Räknas de 3 avrinningsområdena uppströms in blir den ackumulerade arean 79,52 kvadratkilometer. Åmålsån som avvattnar avrinningsområdet har biflödesordning 2, vilket innebär att vattnet flödar genom totalt 2 vattendrag innan det når havet efter 207 kilometer. Avrinningsområdet består mestadels av skog (86 procent). Avrinningsområdet har 0,85 kvadratkilometer vattenytor vilket ger det en sjöprocent på 7,4 procent.